# Västersjöarna (Knäreds socken, Halland, 627319-134676)
Västersjöarna är en sjö i Laholms kommun i Halland och ingår i Lagans huvudavrinningsområde.